# André Tronc
André Tronc est un curleur français né le 27 mai 1929.

## Biographie
André Tronc dispute six éditions des Championnats du monde de curling (de 1971 à 1973, 1975, 1976 et 1982) ; il remporte en 1973 à Regina la médaille de bronze avec Gérard Pasquier, Pierre Boan et André Mabboux.